# Dimitri Bertels
Dimitri Bertels is een Belgisch voormalig waterskiër.

## Levensloop
Bertels werd in 2003 wereldkampioen Formule 2 en in 2008 Europees kampioen in de Formule 1 van het waterski racing. Daarnaast werd hij tweemaal Belgisch kampioen in de Formule 1 en eenmaal in de Formule 2.
In 2017 werd hij opgenomen in de 'Water Ski Racing Hall of Fame'.

## Palmares
- 2003:  Belgische kampioenschappen waterski racing Formule 2
- 2003:  Wereldkampioenschap Formule 2
- 2004:  Europese kampioenschappen waterski racing Formule 1
- 2005:  Belgische kampioenschappen waterski racing Formule 1
- 2006:  Diamond Race
- 2006:  Europese kampioenschappen waterski racing Formule 1
- 2007:  Diamond Race
- 2008:  Diamond Race
- 2008:  Belgische kampioenschappen waterski racing Formule 1
- 2008:  Europese kampioenschappen waterski racing Formule 1